# N-1
N1 byl tajný nedokončený sovětský projekt třístupňové nosné rakety, schopné vynést na nízkou oběžnou dráhu 90 t nákladu, například vesmírnou stanici nebo komponenty lodě pro výpravu k Marsu. Hlavním motorem ve vývoji byl cíl dosáhnout jako první přistání člověka na Měsíci. Ve variantě N1-L3, kdy byl nosič N1 doplněn dalšími 2 stupni a kosmickou lodí, bylo dosažení Měsíce možné. Svými rozměry a určením byl srovnatelný s největší americkou nosnou raketou Saturn V, nosná kapacita na nízkou oběžnou dráhu byla přibližně o 25 % nižší.

## Historie
Projekt začal v polovině 60. let 20. století, ještě za éry konstruktéra Sergeje Koroljova. Nakonec se ukázal být neúspěšný – všechny čtyři testovací lety skončily katastrofou, vesměs kvůli různým problémům na prvním stupni, který sestával ze svazku 30 raketových motorů na kapalné palivo. Oficiálně byl projekt ukončen v roce 1976.

### Starty

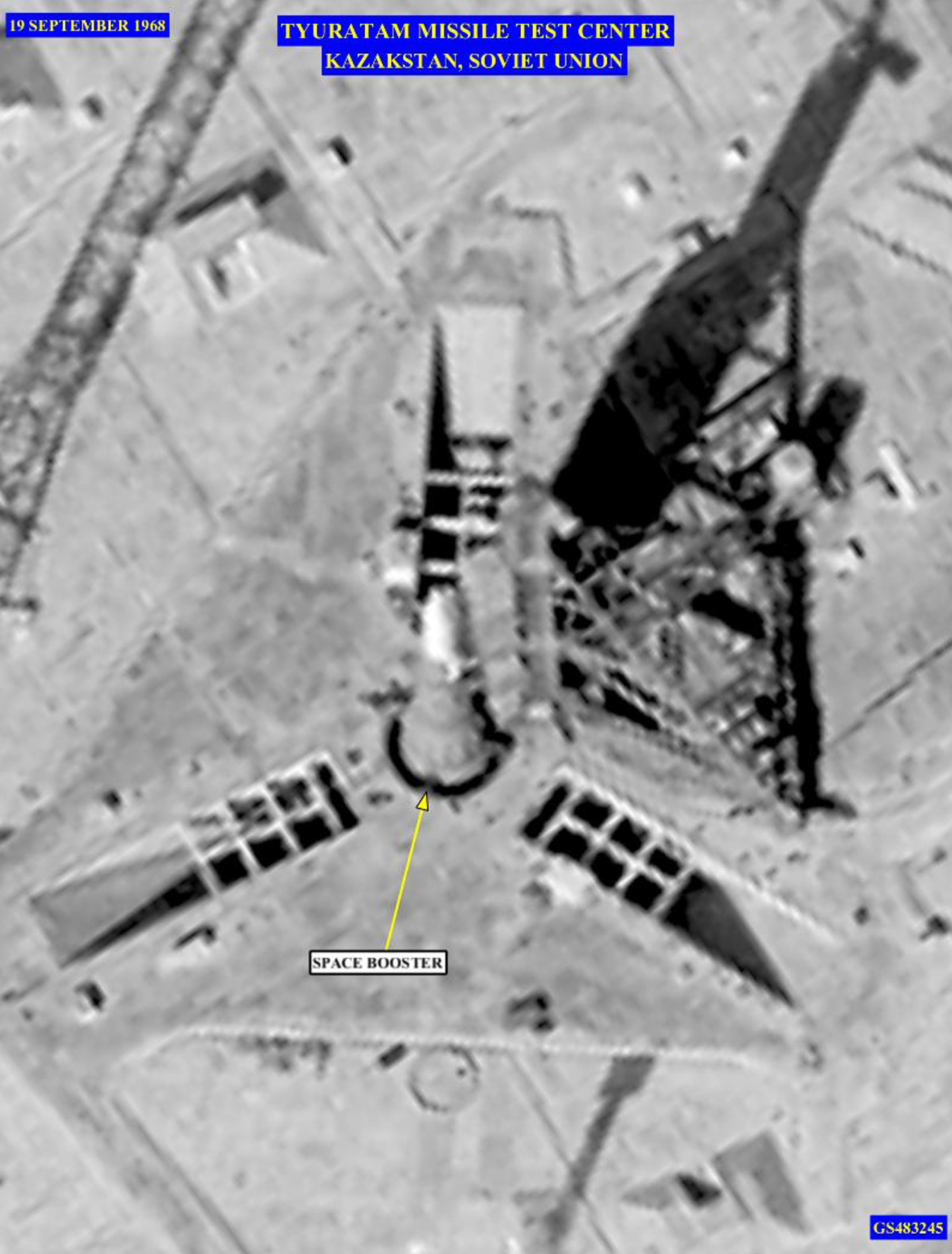
Raketa N-1 na startovací rampě, fotografie z amerického špionážního satelitu

- 21. února 1969: po startu, v 55. s vznikl v prostoru motorů požár, který poškodil elektrickou kabeláž, v důsledku čeho došlo 69 s po startu, ve výšce 12 200 m, k vypojení všech motorů 1. stupně. Raketa pokračovala v letu setrvačností pod nevelkým úhlem k horizontu a dopadla asi 50 km od startovací rampy.
- 3. července 1969: při startu vnikl kousek kovu do palivového čerpadla, které poškodil. Jakmile automatické řízení motorů (KORD – Kontrol Raketnych Dvigatělej) zjistilo nefunkční palivové čerpadlo, vypnulo chybně postupně 29 ze 30 motorů, což způsobilo, že se N-1 zastavila. Raketa dosáhla maximální výšky asi 200 m, načež začala padat zpět na startovní rampu a po dopadu explodovala. Výbuch rakety a startovací rampy byl největší explozí v historii raketové techniky. Rampa byla zcela zničena.
- 26. června 1971: zařízení se sériovým číslem 6L se okamžitě po startu dostalo do nekontrolovaného náklonu, který už systém nedokázal vykompenzovat. Ve 48. s byl už náklon takový, že aerodynamické síly odlomily horní část rakety nad blokem B. 51 sekund po startu, ve výšce 1 km, dosáhla raketa náklonu 200° a automatika vypnula všechny motory. Raketa ještě nějakou dobu pokračovala setrvačností, než dopadla na zem asi 20 km od rampy.
- 23. listopadu 1972: zařízení se sériovým číslem 7L – motory běžely normálně 106,93 s, pak se sestava zřejmě dostala do „pogo oscilace“ (tj. do podélného rozkmitání způsobeného nerovnoměrným spalováním paliva), což způsobilo selhání ve výšce 40 km. Řídící program zastavil chod několika dalších motorů jako prevenci proti přetížení konstrukce, došlo však k prasknutí palivové trubky a k explozi motoru č. 4. Raketa se rozpadla, k explozi došlo pouhých 7 s před plánovaným ukončením funkce 1. stupně.

### Ukončení programu
Další start významně upravené rakety 8L, mimo jiné s vylepšenými motory NK-33, připravovaný na konec roku 1974 se už neuskutečnil. I když byla raketa vyvíjena pod velkým tlakem, dosáhla během tří let viditelného pokroku. Stala se však nepotřebnou ve chvíli, kdy Američané přistáli na Měsíci. Poté, co Valentin Petrovič Gluško nahradil Vasilije Pavloviče Mišina na pozici vedoucího vývojové kanceláře, byl program N-1 zastaven ve prospěch upřednostnění vývoje potenciálně ještě mohutnější rakety Eněrgia.

### Úspěchy

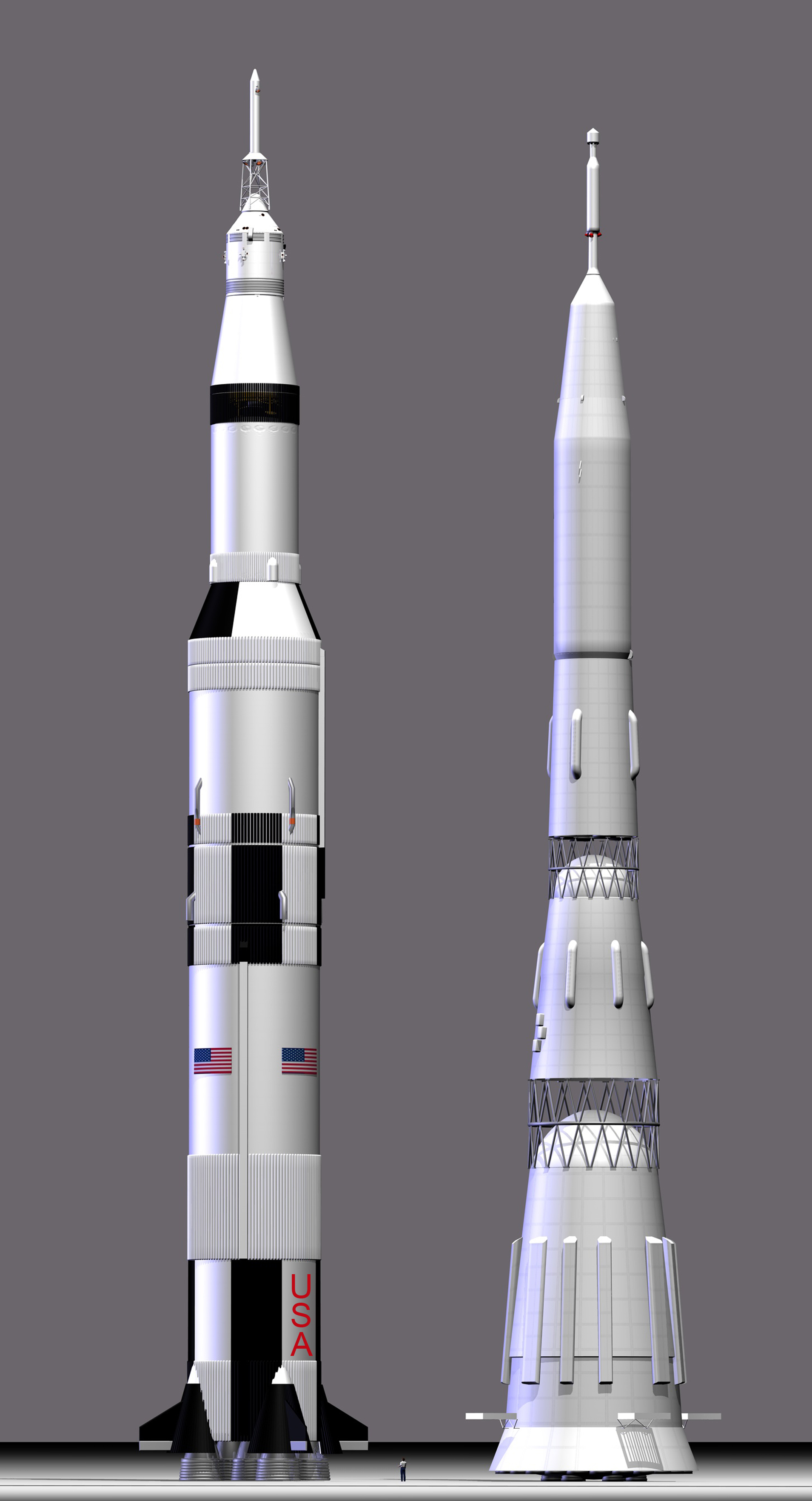
Porovnání Saturn V, člověk a N1

Při nehodách se plně osvědčil použitý únikový systém. Mimořádně úspěšnými se staly nové motory s uzavřeným cyklem prvního a druhého stupně, typu NK-15/NK-33/NK-43, které jsou i v současnosti (rok 2018) používány v amerických nosných raketách Antares, jež kromě jiného slouží pro zásobování ISS.